# Zavesjjanije professora Douelja
Zavesjjanije professora Douelja (russisk: Завещание профессора Доуэля) er en sovjetisk spillefilm fra 1984 af Leonid Menaker.

## Medvirkende
- Olgert Kroders - Dowell
- Igor Vasiljev - Dr. Robert Korn
- Valentina Titova - Marie Laurent
- Natalja Sajko - Angelika, Monika, Eva
- Aleksej Bobrov - Arthur Dowell